# Кымхоган
Кымхоган (кор. 금호강?, 琴湖江?) — река в Корее, приток крупнейшей реки Южной Кореи, Нактонган. Протекает по территории провинции Кёнсан-Пукто.
Исток реки находится под горой Gato (высотой 720 м).
Кымхоган течёт по провинции Кёнсан-Пукто на юго-востоке Южной Кореи, протекает через Йончхон, Кёнсан и Тэгу, где впадает в реку Нактонган.
Длина реки составляет 118,4 км, на территории её бассейна (2078—2088 км²) проживает 2,65 млн человек (1995).
Крупнейшими притоками реки являются Синчхон (площадь бассейна 28,2 км²), Oro (площадь бассейна 33,0 км²) и Синрёнчхон (площадь бассейна 35,4 км²). Расход воды составляет 15,3 м³/с (Dongchon).
Высота устья — 24,8 м над уровнем моря.
Среднегодовая норма осадков в районе реки составляет около 1031 мм в год, что значительно ниже среднего по стране (1274 мм). Две трети ежегодных осадков выпадает с июня по сентябрь, что приводит к регулярным засухам и наводнениям. Приблизительно раз в два года (1970—1992) происходят наводнения с расходом воды более 100 м³/с. До 1995 года максимальный расход воды — 2434 м³/с — был зарегистрирован в 1982 году, минимальный расход воды в том году составил 0,6 м³/с.
На водном балансе реки отрицательно сказался отвод воды из йончхонского водохранилища к сталелитейным заводам в Пхохане.
Основными в бассейне реки являются породы мелового периода и мезозоя, магматические породы и аллювиальные отложения.